# Going Off on One
Going Off on One is het eerste officiële livealbum van de Britse band The Tangent, een uit de hand gelopen project van Andy Tillison.

## Inleiding
Volgens mededeling van Tillison in het begeleidend boekje was het nooit de bedoeling concerten te gaan geven met The Tangent. De samenstelling, Britse en Zweedse musici wijst daar ook op. Echter na de eerste twee albums kwamen er verzoeken tot optredens resulterend in het officieuze Pyramids and stars, dat alleen via de fanclub en op concerten te koop was. Na A place in the queue volgde het eerste officiële livealbum van The Tangent, uitgegeven door hun vaste platenlabel InsideOut Music. 
Het is een 2CD geworden. Van het album is ook een DVD-versie uitgegeven.

## Musici
- Andy Tillison- zang, orgel, synthesizer, piano;
- Jonas Reingold – basgitaar;
- Jamie Salazar – drums;
- Krister Johnsson – gitaar;
- Sam Baine – toetsen;
- Guy Manning – akoestische gitaar, zang en percussie.

## Muziek
Alle composities zijn van Tillison, behalve daar waar anders vermeld wordt:

| Nr. | Titel                              | Duur  |
| --- | ---------------------------------- | ----- |
| 1.  | GPS culture                        | 10:23 |
| 2.  | The winning game                   | 11:34 |
| 3.  | In earnest                         | 22:08 |
| 4.  | Forsaken cathedrals                | 6:01  |
| 5.  | The music that died alone          | 10:53 |
| 6.  | Lost in London (Tillison, Manning) | 8:46  |

| Nr. | Titel                                                                                  | Duur  |
| --- | -------------------------------------------------------------------------------------- | ----- |
| 1.  | In darkest dreams part I                                                               | 16:16 |
| 2.  | After Rubycon                                                                          | 4:30  |
| 3.  | In darkest dreams part II                                                              | 6:32  |
| 4.  | The world we drive through (**)                                                        | 13:26 |
| 5.  | Skipping the distance(**)                                                              | 8:43  |
| 6.  | Fun with the audience (**)                                                             | 3:20  |
| 7.  | 21st century schizoid man (**) (Robert Fripp, Greg Lake, Michael Giles, Pete Sinfield) | 11:25 |
| 8.  | America (Leonard Bernstein, The Nice)                                                  | 8:59  |

Alle titels opgenomen tijdens een concert in Southend-on-Sea, Engeland, Club Riga (een relatief kleine zaal) september 2006; (**) opgenomen in Philadelphia (Pennsylvania), Rosfest 2005. America is een studio-opname in Duitsland, Aschaffenburg.
America is opgenomen in andere samenstelling dan de rest van de tracks:
- Roine Stolt (van The Flower Kings) – gitaar;
- Zoltan Csörsz (idem) – drums;
- Andy Tillison – zie boven;
- Sam Baine – zie boven;
- Jonas Reingold – zie boven.

In After Rubycon laat Tillison zijn liefde voor de elektronische muziek van Tangerine Dream horen, met name ten tijde van album Rubycon.

## Nasleep
Er werd geconstateerd dat er een flinke overlap was met het vorige livealbum met als pluspunt dat bij dit album de saxofoon en dwarsfluit van Travis terug waren (bij het eerdere lievalbum vervangen door synthesizers).